# Walk Through Exits Only
Walk Through Exits Only è il primo album in studio del gruppo musicale statunitense Philip H. Anselmo & The Illegals, pubblicato il 16 luglio 2013 dalla Housecore Records, etichetta discografica indipendente fondata da Anselmo.

## Tracce
1. Music Media Is My Whore – 1:54
2. Battalion of Zero – 4:20
3. Betrayed – 5:28
4. Usurper Bastard's Rant – 3:57
5. Walk Through Exits Only – 5:34
6. Bedroom Destroyer – 5:03
7. Bedridden – 2:25
8. Irrelevant Walls and Computer Screens – 12:01

## Formazione
- Philip H. Anselmo – voce
- Marzi Montazeri – chitarra
- Bennett Bartley – basso
- Jose Manuel Gonzales – batteria